# Freyella propinqua
Freyella propinqua är en sjöstjärneart som beskrevs av Ludwig 1905. Freyella propinqua ingår i släktet Freyella och familjen Freyellidae. Inga underarter finns listade i Catalogue of Life.